# آنا تالباخ
آنا تالباخ (انگلیسی: Anna Thalbach؛ زادهٔ ۱ ژوئن ۱۹۷۳) یک هنرپیشه اهل آلمان است.
از فیلم‌ها یا برنامه‌های تلویزیونی که وی در آنها نقش داشته‌است می‌توان به سقوط، گره بادر ماینهوف و عدالت اشاره کرد.